# Эму (река)
Эму (англ. Emu River) — река в северо-западной части Тасмании (Австралия), впадающая в Бассов пролив в районе города Берни. Длина реки составляет около 58 км (по другим данным — 52 км), площадь бассейна — 243 км² (по другим данным, 247 км² или 254 км²).

## География

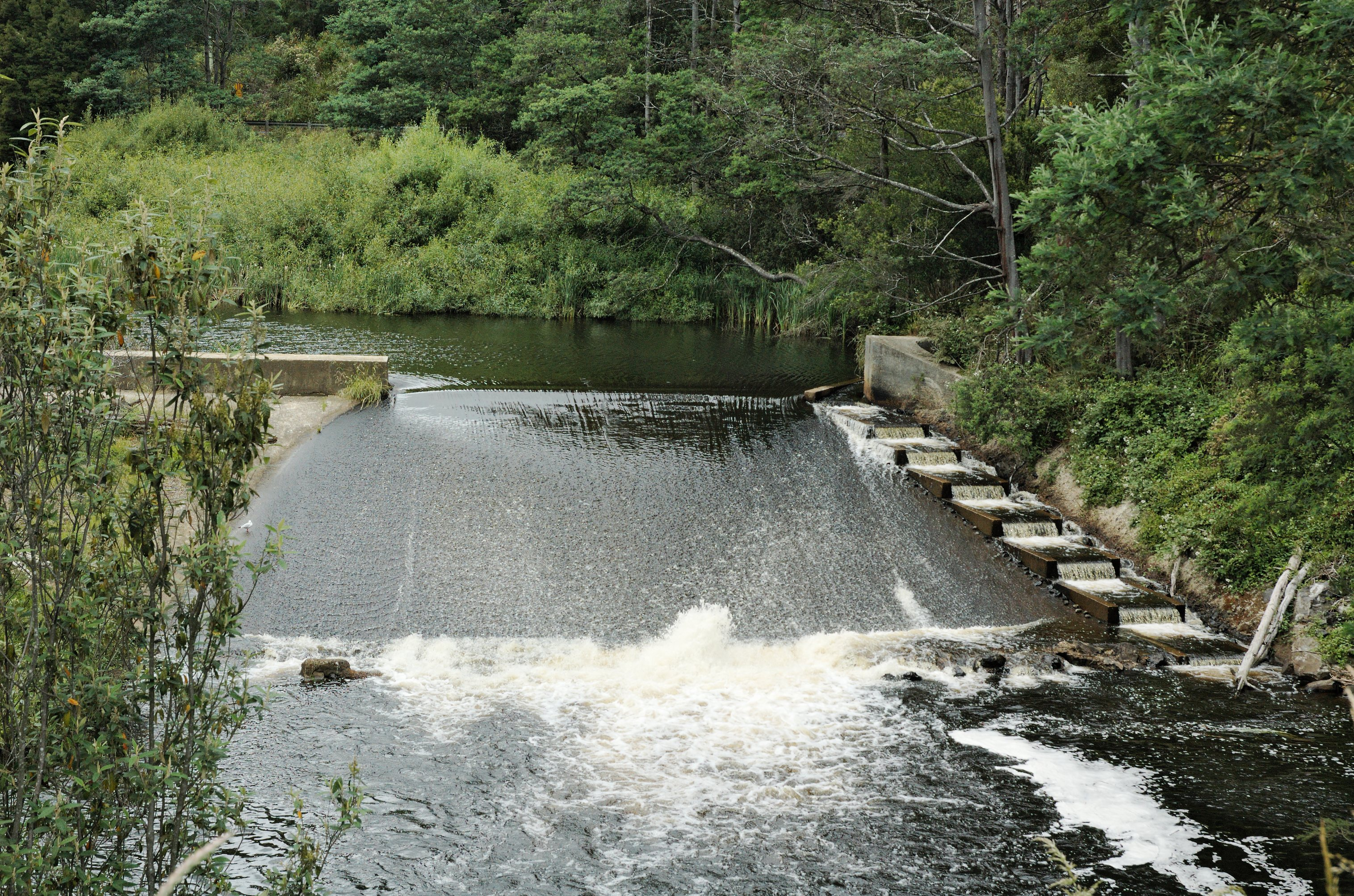
Плотина на реке Эму в окрестностях Берни

Река Эму берёт своё начало в гористой местности Суррей-Хилс (Surrey Hills) на северо-западе Тасмании, у западного склона горы Сент-Валентайнс-Пик (St. Valentines Peak), на высоте около 590 м (по другим данным — 650 м). Сначала река течёт на север, через 3,5 км достигая водохранилища Компаньон, расположенного на высоте около 545 м. Далее река течёт преимущественно в северном и северо-восточном направлениях, впадая в залив Эму Бассова пролива у населённого пункта Уивенхо, восточного пригорода Берни. У самого устья реку Эму пересекает автомобильная дорога  Басс-Хайвей (Bass Highway), идущая вдоль северного побережья Тасмании.
Основными притоками реки Эму являются реки Лаудуотер (Loudwater River), Олд-Парк (Old Park River, правый приток) и Пет (Pet River, левый приток). Площадь бассейна реки Эму составляет 243 км² (по другим данным, 247 км² или 254 км²). С запада он ограничен бассейном реки Кам, а с востока — бассейном реки Блайт.

## История
Название Эму было дано реке сотрудниками образованной в 1824 году компании Van Diemen's Land Company, поскольку в районе реки было много тасманийских эму. По некоторым сведениям, название было дано в 1827 году работавшим в этой компании топографом Генри Хеллиером, который исследовал значительную часть северо-западных районов Земли Ван-Димена (так тогда называлась Тасмания).